# David Weisman

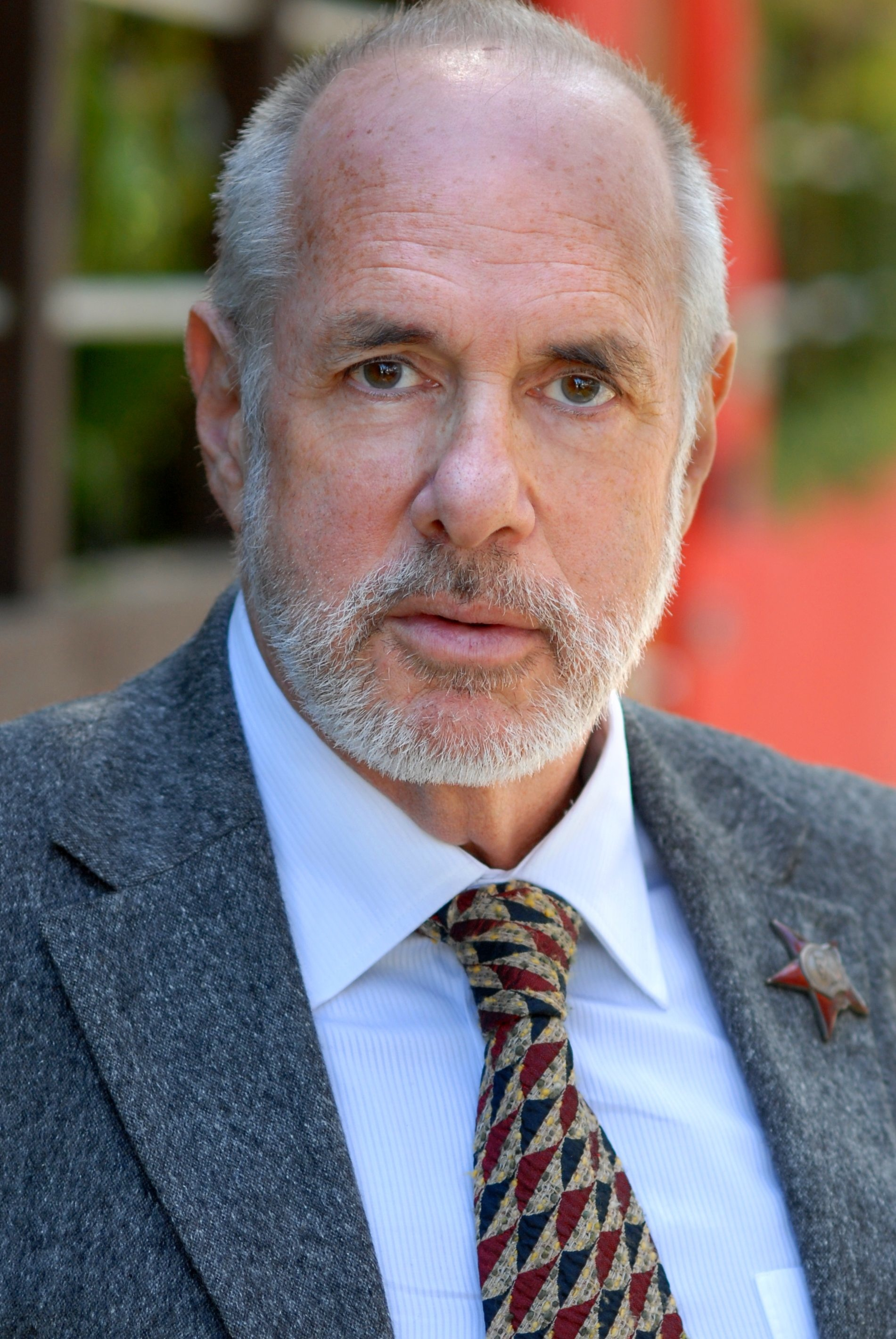
David Weisman (2009)

David Weisman (* 11. März 1942 in Binghamton,  Bundesstaat New York; † 9. Oktober 2019 in Los Angeles) war ein US-amerikanischer Filmproduzent, Regisseur, Grafikdesigner und Filmschaffender, der 1986 mit dem Filmdrama Kuß der Spinnenfrau für einen Oscar nominiert war.

## Leben
David Weisman, der 1942 im Norden des Staates New York geboren wurde, war von einem Filmplakat des Films Das süße Leben so eingenommen, dass er sich Anfang der 1960er-Jahre entschloss, die Syracuse University zu verlassen, und die School of Fine Arts zu besuchen. Sein längerfristiges Ziel war es, Filmplakate in Rom zu entwerfen. Tatsächlich gelang es ihm, auch weil er fließend Italienisch sprach, mit Federico Fellini in Kontakt zu kommen, wo er das Plakat für Fellinis Filmdrama Achteinhalb erstellte. Ebenso arbeitete er für den Regisseur Pier Paolo Pasolini.
Weismans vielseitige Sprachkenntnisse erlaubten es ihm, als freier Künstler sowohl in Québec, als auch in den Ländern Frankreich, Holland, Israel, Deutschland und Brasilien zu arbeiten. Zurück in seiner Heimat New York wurde er 1967 von Otto Preminger als Ersatz für Saul Bass engagiert, um das Grafikdesign für dessen Südstaatendrama Morgen ist ein neuer Tag zu entwerfen. Als Premingers Assistent arbeitete er in der Folgezeit für Paramount Pictures. Gleichzeitig wandte er sich experimentell arbeitenden Filmschaffenden zu und arbeitete mit einer Splittergruppe der Andy Warhol Factory. In dieser Zeit begann er außerdem damit, seinen Kult-Klassiker Ciao! Manhattan vorzubereiten, dessen Fertigstellung fünf Jahre in Anspruch nahm. Der halb-dokumentarische Film erzählt vom Leben und Verfall der Susan Superstar alias Edie Sedgwick, einer New Yorker Stil-Ikone der 1960er Jahre aus der Entourage von Andy Warhol.
Aus einer Reihe japanischer Samurai-Filme schuf Weisman im Jahr 1980 den Action-Abenteuerfilm Shogun Assassin. Im Jahr 1981 begann er mit seiner Arbeit an dem Dokumentarfilm The Killing of America, der sich mit der Entwicklung der Gewalt in den USA befasst. Es war seine erste Zusammenarbeit mit Leonard Schrader, dessen Kenntnis der lateinamerikanischen Literatur zusammen mit Weismans Vertrautheit der brasilianischen Kultur dem Film zugutekam. Nach der Veröffentlichung von Ciao! Manhattan, der bei seiner Wiederaufführung 1982 zum Kassenrekord avancierte, verwandte Weisman den Erlös, um die Filmrechte an  Manuel Puigs Roman Der Kuss der Spinnenfrau zu erwerben. Leonard Schrader entwickelte sodann das Drehbuch und die Vorproduktion des Films startete mit Burt Lancaster und Raúl Juliá in den Hauptrollen. Im Oktober 1983 wurde Lancaster, der gesundheitlich sehr angeschlagen war, jedoch durch William Hurt ersetzt. Die Dreharbeiten in São Paulo in Brasilien gestalteten sich insgesamt schwierig, sowohl was die Finanzierung betraf als auch andere Umstände. Der fertige Film wurde dann aber zu einem großen Erfolg nicht nur für Weisman, der für einen Oscar in der Kategorie „Bester Film“ nominiert war, sich aber Sydney Pollack und der Literaturverfilmung Jenseits von Afrika geschlagen geben musste.
Mit der 40-Millionen-Dollar-Produktion Wolfsmilch mit Jack Nicholson und Meryl Streep in den Hauptrollen begann Weiman Anfang des Jahres 1987, verließ das Projekt aber nach einiger Zeit wegen kreativer Differenzen mit Héctor Babenco, dem Regisseur des Films. Er wandte sich dann dem Independent-Film Brooklyn Kid mit Sasha Mitchell und Ernest Borgnine zu, bei dem Paul Morrissey, ein Ex-Partner von Andy Warhol, Regie führte.
Das Filmdrama Nackter Tango, eine mythische Liebesgeschichte, die in den Bordellen im Buenos Aires der 1920er-Jahre spielt, brachte ihn wieder mit Leonard Schrader zusammen, der die Regie in dem von Weisman produzierten Film übernahm. Für den Kurzfilm Edie: Girl on Fire von 2010 schrieb Weisman zusammen mit Schrader das Drehbuch, das auf den Erfahrungen basiert, die Weisman mit Edie Sedgwick bei den Dreharbeiten seines Films Chiao! Manhattan gemacht hatte. Der von ihm produzierte zweisprachige Action-Thriller Xtrme City von 2011 verschmilze Traditionen aus Hollywood mit denen aus Bollywood, hieß es zu dem Film. Martin Scorsese trat als Co-Produzent auf. Für den Film Little K von 2013 heuerte Weisman erneut, wie schon in Xtrme City zuvor, Paul Schrader, den Bruder von Leonard Schrader, für die Erstellung des Drehbuchs an. Thematisiert wird das Leben der Primaballerina Matilda Felixowna Kschessinskaja, die eine Affäre mit dem russischen Zaren Nikolaus II. und zwei weiteren Männern der Romanows gehabt haben soll. 
Weismans Bruder Sam ist ebenfalls im Filmgeschäft tätig; er arbeitet als Regisseur.
David Weisman starb im Oktober 2019 im Alter von 77 Jahren.

## Filmografie (Auswahl)
- 1967: Morgen ist ein neuer Tag (Hurry Sundown; Grafikdesign)
- 1971: The Telephone Book (Regieassistent)
- 1972: Ciao! Manhattan (Regie, Grafikdesign, Drehbuch, Darsteller, Produzent)
- 1980: Shogun Assassin (Autor, Stimme, Produzent)
- 1981: The Killing of America (Dokumentation; Grafikdesign, künstlerischer Leiter)
- 1984: Schweinebande! (Take This Job and Shove It; Produzent)
- 1985: Kuß der Spinnenfrau (Kiss of the Spider Woman; Produzent, Soundtrack Je Me Moque de L’Amour)
- 1986: Raiders of the Living Dead (Ausführender Produzent)
- 1987: Wolfsmilch (Ironweed; kreativer Produzent)
- 1988: Brooklyn Kid (Spike of Bensonhurst; Produzent)
- 1990: Nackter Tango (Naked Tango; Grafikdesign, Produzent)
- 1999: Schlaflos in New York (Grafikdesign)
- 2001: Schlimmer geht’s nimmer! (Grafikdesign)
- 2006: Olhar Estrangeiro (Dokumentation)
- 2008: Tangled Web: Making Kiss of the Spider Woman (Video-Dokumentation; Regie)
- 2008: Kiss of the Spider Woman – Making the Musical (Video-Kurzdokumentation; Regie, Produzent, Visual Effects)
- 2008: Manuel Puig: The Submissive Woman’s Role (Video-Kurzfilm; Regie, Produzent)
- 2010: Edie: Girl on Fire (Kurzfilm; Regie, Autor)
- 2011: Xtrme City (Produzent)
- 2013: Little K (Produzent)

## Auszeichnung
- 1986: Oscarnominierung für Kuß der Spinnenfrau